# Карраседело
Карраседело (ісп. Carracedelo) — муніципалітет в Іспанії, у складі автономної спільноти Кастилія-і-Леон, у провінції Леон. Населення — 3658 осіб (2010).
Муніципалітет розташований на відстані близько 350 км на північний захід від Мадрида, 95 км на захід від Леона.
На території муніципалітету розташовані такі населені пункти: (дані про населення за 2010 рік)
- Карраседело: 827 осіб
- Карраседо-дель-Монастеріо: 663 особи
- Посада-дель-Б'єрсо: 165 осіб
- Вільядепалос: 989 осіб
- Вільямартін-де-ла-Абадія: 351 особа
- Вільяверде-де-ла-Абадія: 663 особи

## Демографія
Динаміка населення (INE ):